# Calycidorididae
Famille
Les Calycidorididae sont une famille de mollusques de l'ordre des nudibranches.

## Liste des genres
Selon World Register of Marine Species (26 juin 2021) :
- genre Calycidoris Abraham, 1876
- genre Diaphorodoris Iredale & O'Donoghue, 1923